# Gieląd Mały
Gieląd Mały (niem. Klein Gehland) – część wsi Stary Gieląd w Polsce, położona w województwie warmińsko-mazurskim, w powiecie mrągowskim, w gminie Sorkwity.
W latach 1975–1998 Gieląd Mały znajdował się w województwie olsztyńskim.